# Paweł Pyjas
Paweł Pyjas (ur. 23 marca 1999 w Krakowie) – polski narciarz alpejski, mistrz Polski, olimpijczyk z Pekinu (2022).

## Życiorys
Jest zawodnikiem AZS-AKF Kraków.

### Zawody międzynarodowe
W zawodach FIS debiutował w listopadzie 2015. Reprezentował Polskę na mistrzostwach świata juniorów w 2017, zajmując 65 m. w zjeździe, 61 m. w supergigancie i 55. w kombinacji alpejskiej (nie ukończył slalomu i slalomu giganta), 2018, zajmując 41 m. w slalomie gigancie, 57 m. w supergigancie (nie ukończył slalomu oraz kombinacji) i 2019 (nie ukończył slalomu i slalomu giganta).
Na igrzyskach olimpijskich w 2022 nie ukończył slalomu giganta i slalomu specjalnego, a w zawodach drużynowych zajął z polską drużyną 10. miejsce.

### Mistrzostwa Polski
- międzynarodowe mistrzostwa Polski w 2018: złoty medal w slalomie (w klasyfikacji generalnej był trzeci)[2][3] i srebrny medal w slalomie gigancie (w klasyfikacji generalnej był czwarty)[2][4].
- międzynarodowe mistrzostwa Polski w 2020: srebrny medal w slalomie gigancie (w klasyfikacji generalnej był piąty)[2][5] i w slalomie (w klasyfikacji generalnej był trzeci)[2][6]
- międzynarodowe mistrzostwa Polski w 2021: złoty medal w slalomie gigancie (w klasyfikacji generalnej był piąty) i srebrny medal w slalomie (w klasyfikacji generalnej był piąty)[2][7]
- międzynarodowe mistrzostwa Polski w 2022: złote medale w slalomie (wygrał też klasyfikację generalną)[2][8], slalomie gigancie (wygrał też klasyfikację generalną)[2][9] i slalomie równoległym[10]